# Европско првенство у атлетици на отвореном 2012 — 3.000 метара препреке за жене
Трка на 3.000 метара са препрекама у женској конкуренцији на Европском првенству у атлетици 2012. у Хелсинкију одржана је 28. и 30. јуна на Олимпијском стадиону у Хелсинкију.

## Земље учеснице
Учествовало је 26 такмичарки из 17 земаља.
- Белорусија (1)
- Бугарска (1)
- Резублика Ирска (1)
- Италија (1)
- Летонија (1)
- Литванија  (1)
- Немачка (3)
- Пољска (1)
- Португалија (2)
- Румунија (1)
- Русија (2)
- Турска (3)
- Уједињено Краљевство (1)
- Украјина (2)
- Финска (1)
- Швајцарска (1)
- Шпанија (3)

## Рекорди
| Рекорди пре почетка Европског првенства 2012. | Рекорди пре почетка Европског првенства 2012. | Рекорди пре почетка Европског првенства 2012. | Рекорди пре почетка Европског првенства 2012. | Рекорди пре почетка Европског првенства 2012. |
| --------------------------------------------- | --------------------------------------------- | --------------------------------------------- | --------------------------------------------- | --------------------------------------------- |
| Светски рекорд                                | Гулнара Самитова Галкина · Русија             | 8:58,81                                       | Пекинг, Кина                                  | 17. август 2008.                              |
| Европски рекорд                               | Гулнара Самитова Галкина · Русија             | 8:58,81                                       | Пекинг, Кина                                  | 17. август 2008.                              |
| Рекорди Европских првенстава                  | Јулија Зарудњева · Русија                     | 9:17,57                                       | Барселона, Шпанија                            | 1. август 2010.                               |
| Светски рекорд сезоне                         | Милка Чемос Чејва · Кенија                    | 9:07,14                                       | Осло, Норвешка                                | 7. јун 2012.                                  |
| Европски рекорд сезоне                        | Гулџан Мингир · Турска                        | 9:13,53                                       | Софија, Бугарска                              | 9. јун 2012.                                  |

### Најбољи европски резултати у 2012. години
Десет најбољих европских тркачица на 3.000 метара са препрекама 2012. године до почетка првенства (27. јуна 2012), имали су следећи пласман на европској и светској ранг листи. (СРЛ)
| 1.  | Гулџан Мингир, Турска                | 9:13,53 | 9. јун  | 4. СРЛ  |
| 2.  | Барбара Паркер, Уједињено Краљевство | 9:24,24 | 2. јун  | 8. СРЛ  |
| 3.  | Марта Домингез, Шпанија              | 9:24,26 | 7. јун  | 9. СРЛ  |
| 4.  | Гунара Галкина, Русија               | 9:24,60 | 27. мај | 10. СРЛ |
| 5.  | Свитлана Шмит, Украјина              | 9:31,16 | 13. јун | 16. СРЛ |
| 6.  | Наталија Аристрахова, Русија         | 9:31,93 | 26. мај | 27. СРЛ |
| 7.  | Антје Мелднер Шмит, Немачка          | 9:32,14 | 28. мај | 18. СРЛ |
| 8.  | Геза Фелиситас Краузе, Немачка       | 9:34,76 | 24. јун | 22. СРЛ |
| 9.  | Гамзе Булут, Турска                  | 9:34,88 | 28. мај | 25. СРЛ |
| 10. | Људмила Кузмина, Русија              | 9:35,41 | 2. јун  | 27. СРЛ |

## Победнице
|                      |                        |                           |
| Гулџан Мингир Турска | Свитлана Шмит Украјина | Антје Мелдер Шмит Немачка |

## Сатница
| Датум        | Време | Коло          |
| ------------ | ----- | ------------- |
| 28. јун 2012 | 11:40 | Квалификације |
| 1. јул 2012. | 19:55 | Финале        |

## Резултати

### Квалификације
Пласман у финале обезбедиле су по 4 најбоље атлетичарке из сваке квалификационе групе (КВ) те 7 атлетичарке са најбољим временима (кв).
| Поз. | Група | Атлетичарка           | Земља                | Време    | Нап.    |
| ---- | ----- | --------------------- | -------------------- | -------- | ------- |
| 1    | 2     | Гулџан Мингир         | Турска               | 9:32,39  | КВ      |
| 2    | 2     | Антје Мелдер Шмит     | Немачка              | 9:33,47  | КВ      |
| 3    | 2     | Геза Фелиситас Краузе | Немачка              | 9:35,86  | КВ      |
| 4    | 1     | Свитлана Шмит         | Украјина             | 9:36,77  | КВ      |
| 5    | 2     | Љубов Харламова       | Русија               | 9:39,53  | КВ      |
| 6    | 1     | Полина Јелизарова     | Летонија             | 9:39,92  | КВ      |
| 7    | 1     | Дијана Мартин         | Шпанија              | 9:40,02  | КВ      |
| 8    | 1     | Наталија Горчакова    | Русија               | 9:40,09  | КВ      |
| 9    | 1     | Клариса Круз          | Португалија          | 9:40,30  | кв, ЛР  |
| 10   | 2     | Ancuța Bobocel        | Румунија             | 9:40,88  | кв      |
| 11   | 1     | Силвија Денекова      | Бугарска             | 9:42,72  | кв, ЛР  |
| 12   | 1     | Sanaa Koubaa          | Немачка              | 9:43,08  | кв, ЛР  |
| 13   | 2     | Стефани Рајли         | Резублика Ирска      | 9:44,15  | кв, ЛРС |
| 14   | 2     | Зулема Фуентес-Пила   | Шпанија              | 9:54,16  | кв      |
| 15   | 1     | Сандра Ериксон        | Финска               | 9:55,58  | кв      |
| 16   | 1     | Матилда Шлензак       | Пољска               | 9:56,30  |         |
| 17   | 1     | Hattie Dean           | Уједињено Краљевство | 9:57,00  | ЛРС     |
| 18   | 2     | Ђулија Мартинели      | Италија              | 9:57,19  |         |
| 19   | 2     | Vaida Žūsinaitė       | Литванија            | 9:58,37  | ЛР      |
| 20   | 2     | Карла Саломе Роша     | Португалија          | 10:02,00 |         |
| 21   | 2     | Озлем Каја            | Турска               | 10:11,69 |         |
| 22   | 2     | Марија Шаталова       | Украјина             | 10:15,69 |         |
| —    | 1     | Астрид Лојтерт        | Швајцарска           | НЗ       |         |
| —    | 1     | Binnaz Uslu           | Турска               | НЗ       |         |
| —    | 1     | Марта Домингез        | Шпанија              | НЗ       |         |
| —    | 2     | Sviatlana Kudzelich   | Белорусија           | ДИС      |         |

### Финале
| Плас. | Име                   | Земља           | Време    | Бел. |
| ----- | --------------------- | --------------- | -------- | ---- |
|       | Гулџан Мингир         | Турска          | 9:32,96  |      |
|       | Свитлана Шмит         | Украјина        | 9:33,03  |      |
|       | Антје Мелдер Шмит     | Немачка         | 9:36,37  |      |
| 4     | Геза Фелиситас Краузе | Немачка         | 9:38,20  |      |
| 5     | Ancuța Bobocel        | Румунија        | 9:41,32  |      |
| 6     | Полина Јелизарова     | Летонија        | 9:41,38  |      |
| 7     | Наталија Горчакова    | Русија          | 9:42,98  |      |
| 8     | Дијана Мартин         | Шпанија         | 9:45.36  |      |
| 9     | Клариса Круз          | Португалија     | 9:47,76  |      |
| 10    | Сандра Ериксон        | Финска          | 9:48,19  | ЛРС  |
| 11    | Силвија Денекова      | Бугарска        | 9:51,45  |      |
| 12    | Стефани Рајли         | Резублика Ирска | 9:53,90  |      |
| 13    | Љубов Харламова       | Русија          | 9:58,44  |      |
| 14    | Sanaa Koubaa          | Немачка         | 10:02,33 |      |
| 15    | Зулема Фуентес-Пила   | Шпанија         | 10:05,06 |      |

### Развој трке
| Дистанца | Атлетичарка     | Држава  | Време   |
| -------- | --------------- | ------- | ------- |
| 1000 м   | Sanaa Koubaa    | Немачка | 3:14,53 |
| 2000 м   | Љубов Харламова | Русија  | 6:31,92 |